# تام بونن
تام بونن (انگلیسی: Tom Boonen؛ زادهٔ ۱۵ اکتبر ۱۹۸۰) یک دوچرخه‌سوار اهل بلژیک است.
وی در مسابقات بین‌المللی در مجموع برندهٔ ۲ مدال طلا، ۱ مدال نقره، ۲ مدال برنز شده‌است.